# Триходинові
Триходинові (Trichodinidae) — родина інфузорій ряду Mobilida, класу Oligohymenophorea. Представники родини є ектопаразитами (іноді вважаються ектокоменсалами) риб, рідше водних безхребетних. Локалізуються переважно на зябрах і на зовнішніх покривах.

## Морфологія
Тіло циліндричної або бочкоподібної форми. Назадньому кінці тіла розміщений адгезивний диск, за допомогою якого інфузорії прикріплюються до субстрату (на зовнішні покриви або зябра хазяїна). На дні адгезивного диску знаходиться опорне (скелетне) кільце, що складається з численних, зв'язаних одне з одним та оснащених відростками, ектоплазматичних зубців. Відцентрові проєкції зубців, найчастіше напівокруглі, називаються лопастями або лезами, а шипоподібний доцентрові проєкції, називають шипами. Зубці входять один в одного, стягнуті кільцем дрібних скелетних стержнів, які називають радіальними смугами. Морфологія адгезивного диска має вирішальне значення для визначення таксономічного положення триходинових. По краю адгезивного диска знаходиться рухлива плазматична кайма (велюм), нижче знаходиться війковий віночок. Другий війковий віночок, над велюмом, зазвичай погано помітний, у деяких видів складається з коротких щетинкоподібних війок. Під пелікулою, в центрі диска, розташовані декілька кінетосом.
В ендоплазмі інфузорій розташований ядерний апарат. Крупний макронуклеус містить багато хроматину, найчастіше підковоподібний. Макронуклеус поліплоїдний, має багато диплоїдних комплексів хромосом. Макронуклеус — вегетативне ядро, в ньому проходить транскрипція, забезпечуючи таким чином обмін речовин в клітині. Мікронуклеус виконує функцію зберігання та передачі спадкової інформації, в ньому проходить реплікація перед кожним поділом в процесі мітозу. Мікронуклеус має округлу або видовжену форму.
Розмноження проходить шляхом анізогамної або ізогамної кон'югації.

## Роди
Родина містить чотири роди.
- Dipartiella Stein, 1961
- Paratrichodina Lom, 1963
- Trichodina Ehrenberg, 1830
- Trichodinella Srámek-Husek, 1953